# Rafinha (fodboldspiller, født februar 1993)
Rafael Alcântara do Nascimento, (født 12. februar 1993), bedre kendt som Rafinha ([ʁɐˈfiɲa]), er en brasiliansk professionel fodboldspiller, der spiller som offensiv midtbanespiller for Qatar Stars League-klubben Al-Arabi.
Han startede sin karriere med Barcelona og debuterede med førsteholdet i 2011. Efter en låneaftale med Celta spillede han sin første La Liga-kamp for sidstnævnte klub i 2014. I oktober 2020 skiftede han til Paris Saint-Germain.
Rafinha repræsenterede både Spanien og Brasilien på ungdomsniveau, inden han debuterede for det brasilianske landshold i 2015.

## Privat liv
Rafinha er søn af den tidligere brasilianske fodboldspiller og vinder af VM i 1994, Mazinho. Hans mor, Valéria Alcântara, var en tidligere brasiliansk volleyballspiller. Hans ældre bror, Thiago, spiller for Liverpool, trænede også i Barcelonas ungdomsafdeling og kom senere til at spille for klubbens førstehold og Spaniens landshold.